# Silent Hill Revelation 3D
Silent Hill: Revelation 3D är en filmatisering av Konamis TV-spelsserie Silent Hill. Filmens handling är i stort sett den i Silent Hill 3. Filmen hade premiär den 28 oktober 2012 i USA. Det är en uppföljare till filmen Silent Hill från 2006.

## Handling
Heather och Harry Mason har i flera år varit på flykt från mystiska krafter som Heather inte helt förstår. En dag försvinner Harry och Heather dras till den mystiska spökstaden Silent Hill där det förflutna och dess demoner väntar...

## Rollista (i urval)
- Adelaide Clemens som Heather Mason / Dark Heather
- Sean Bean som Harry Mason
- Kit Harington som Vincent
- Carrie-Anne Moss som Claudia Wolf
- Malcolm McDowell som Leonard Wolf
- Martin Donovan som Douglas Cartland
- Erin Pitt som Alessa Gillespie / Sharon Da Silva / Dark Alessa
- Heather Marks som Suki
- Deborah Kara Unger som Dahlia Gillespie
- Roberto Campanella som Pyramid Head
- Liise Keeling som Missionären
- Peter Outerbridge som Travis
- Radha Mitchell som Rose Da Silva
- Jefferson Brown som Detective Santini
- Milton Barnes - Detective Cable
- Arlene Duncan som Lärare
- Jason Best - Slaktaren
- Boyd Banks - Präst
- James Kirchner som Grey Man
- Michel C. Foucault som Business Man
- Chris Anton som Monster
- Jordan Clark som Dark Nurse
- Anna Cyzon som Dark Nurse
- Jordan Harrissom Dark Nurse
- Shara Kim som Dark Nurse
- James Collins som Ond Skötare

## Om filmen
I november 2010 utropades Micheal J. Bassett som regissör och manusförfattare och tog Christopher Gans och Roger Avary, original filmens regissör respektive manusförfattare. Gans hade varit intresserad av att göra en uppföljare till sin film men valde att gå vidare med andra projekt istället. Roger Avary var tilltänkt som manusförfattare men blev dömd för dråp efter att ha dödat en man i en bilolycka. Filmen spelades in med 3D EPIC Red kameror i Toronto, Galt och nöjesparken Cherry Beach.

### Fotnoter
1. ↑  Nya "Silent Hill" kommer till halloween
2. 1 2  http://movies.ign.com/articles/113/1132938p1.html
3. ↑  http://en.wikipedia.org/wiki/Silent_Hill:_Revelation_3D#cite_note-GameSpot_recap-12